# マフラ語
マフラ語（マフラご）は、アフロ・アジア語族のセム語派南方セム語南アラビア諸語に属する言語である。メフラ語、マフリ、メフリともよばれる。イエメン東部のマフラ県やオマーン西部のドファール特別行政区に居住するマフラ人により話されている。マフラ語はイスラム教とともにやってきたアラビア語の領域拡大前のアラビア語とは異なるアラビア半島南部の言語の名残である。また、現在ではカタール、ソマリア、アラブ首長国連邦、クウェートのマフラ人労働者も用いる。マフラ人は過去1400年以上にわたるアラビア語の優位性により、アラビア語との頻繁な二言語使用があり、マフラ語は絶滅の危機に瀕している。また、マフラ語は文語としては用いられず、文学や手紙などにもほとんど使われない。

南アラビア諸語の分布地図（橙がマフラ語）